# Hypolagus
Hypolagus — викопний рід зайцеподібних, вперше зареєстрований у Хемінгфорді (ранній—середній міоцен) Північної Америки. Він потрапив в Азію на початку турольського періоду і трохи пізніше поширився в Європу, де зберігся до середнього плейстоцену. Попри те, що на Піренейському півострові вони невідомі, скам'янілості цього роду були знайдені на Балеарських островах, що свідчить про східну міграцію під час посушливого періоду в Середземноморському регіоні, відомого як Мессінська криза засолення.
Гіполагус зазвичай демонструє проміжні ознаки між кроликами та зайцями. Hypolagus balearicus був найменшим видом із вагою 1,3—2,7 кг і демонстрував кілька специфічних особливостей, таких як коротке співвідношення ліктя до плечової кістки та міцність ліктьової кістки.

## Види
Було описано багато видів Hypolagus, у тому числі 12 з Північної Америки. Деякі з цих видів можуть бути синонімами інших.
Північноамериканські види:
- Hypolagus arizonensis
- Hypolagus edensis
- Hypolagus fontinalis
- Hypolagus furlongi
- Hypolagus gidleyi
- Hypolagus oregonensis
- Hypolagus parviplicatus
- Hypolagus regalis
- Hypolagus ringoldensis
- Hypolagus tedfordi
- Hypolagus vetus
- Hypolagus voorhiesi

Євразійські види:
- Hypolagus balearicus
- Hypolagus brachygnathus
- Hypolagus gromovi
- Hypolagus mazegouensis
- Hypolagus multiplicatus
- Hypolagus peregrinus
- Hypolagus petenyii (= H. beremendensis)
- Hypolagus schreuderae
- Hypolagus transbaicalicus